# In Extremo (album demo)
In Extremo – demo niemieckiej grupy In Extremo. Utwory z tego albumu znalazły się na następnych płytach w lepszej jakości.

## Lista utworów
Źródło.
1. Intro
2. Neunerle
3. Villeman og Magnhild
4. Lyte
5. Midsussefalaflicus
6. Totentanz
7. Traubentritt / Frât / Vinum
8. Ai vis lo lop